# Chrysippos

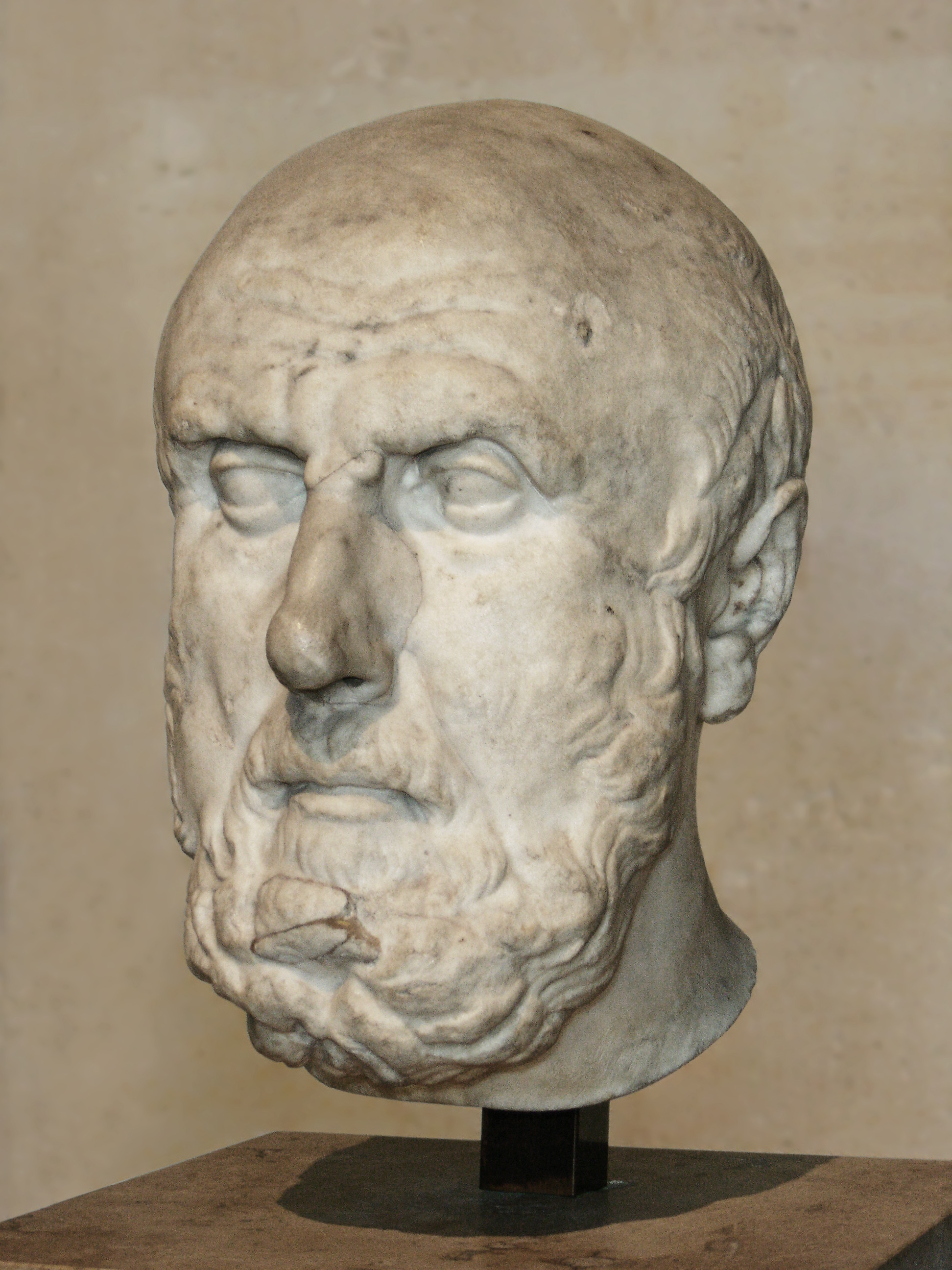
Een marmeren buste van Chrysippos uit het Romeinse tijdperk

Chrysippos van Soli (Oudgrieks: Χρύσιππος ὁ Σολεύς) (ca. 280 v.Chr. – ca. 207 v.Chr.), was een stoïcijns filosoof. Hij was een leerling van Cleanthes en werd later diens opvolger als het hoofd van de Stoïcijnse school. Hij wordt – naast Zeno van Citium – gezien als de tweede grote grondlegger van het Stoïcisme en staat aan de wieg van het succes van de Stoa als een van de meest invloedrijke filosofische bewegingen in de Helleense en Romeinse wereld in de eeuwen volgend op zijn leven.

## Biografie
Er is weinig bekend over de kindertijd van Chrysippos, uitgezonderd dat hij opgroeide in de buurt van Tarsus, waar hij mogelijk voor het eerst in contact kwam met filosofische ideeën. Hij verhuisde naar Athene waar hij filosofie studeerde nadat hij een grote erfenis had verloren in een rechtszaak. Nadien werd hij een leerling van Cleanthes omwille van zijn ontzag voor diens trouw aan Zeno van Citium.
Hij was een welbespraakt man en stond bekend als een notoire veelschrijver. Hij schreef meer dan 700 werken, maar geen enkel van deze werken is overgeleverd. Enkel een klein aantal fragmenten, overgeleverd door latere auteurs zoals Cicero en Seneca, zijn ons bekend.
Er wordt beweerd dat hij stierf tijdens een lachbui, nadat hij zijn ezel wijn te drinken had gegeven en door dit grappige tafereel zo hard moest lachen dat hij stierf aan een hartaanval. Dit verhaal is echter erg dubieus.

## Filosofische leer
Het grootste deel van Chrysippos' leer steunt vormelijk op het korte onderricht dat hij kreeg bij Zeno van Citium en later bij Arkesilaos en Ariston van Chios. Zijn latere overtuigingen werden echter beïnvloed door het gedachtegoed van Cleanthes, wiens doctrines door Chrysippos standvastig verdedigd werden. Hij was wel van mening dat Cleanthes niet de juiste methode aanwendde om de boodschap over te brengen. Chrysippos stelde zich tot doel een andere manier te ontwikkelen om de boodschap te verspreiden, aangezien de oorspronkelijke methode een negatieve invloed had op het Stoïcisme.